# Tivoli (Kopenhagen)
Tivoli Gardens is een attractiepark in het centrum van Kopenhagen en is gelegen naast het treinstation Københavns Hovedbanegård en vlak bij het stadhuis en de Rådhuspladsen. Het park geniet grote bekendheid binnen en buiten Denemarken.

## Geschiedenis
Tivoli Gardens werd in 1843 door Georg Carstensen opgericht en is daarmee een van de oudste attractieparken ter wereld (het park Dyrehavsbakken, eveneens in Kopenhagen, is nog ouder). Het park werd opgericht als een vennootschap, waarvan de aandelen in handen waren van degenen die bij de bouw betrokken waren.
In 1914 opende een Scenic Railway, genaamd Rutschebanen, en dit is een van de oudste nog opererende houten achtbanen ter wereld. Het park kreeg zijn eerste botsauto's in 1926.
Op 15 augustus 1943 vierde Tivoli Gardens zijn honderdjarig bestaan en vestigde op die dag met 112.802 bezoekers een record voor de meeste bezoekers op een enkele dag. In 1993 werd de honderdvijftigjarige verjaardag al even uitbundig gevierd.
In de jaren 1950 heeft Walt Disney dit park bezocht om inspiratie op te doen voor de bouw van het eerste Disneyland Park in Anaheim.
In 2000 won het park de Thea Classic Award.

## Het park

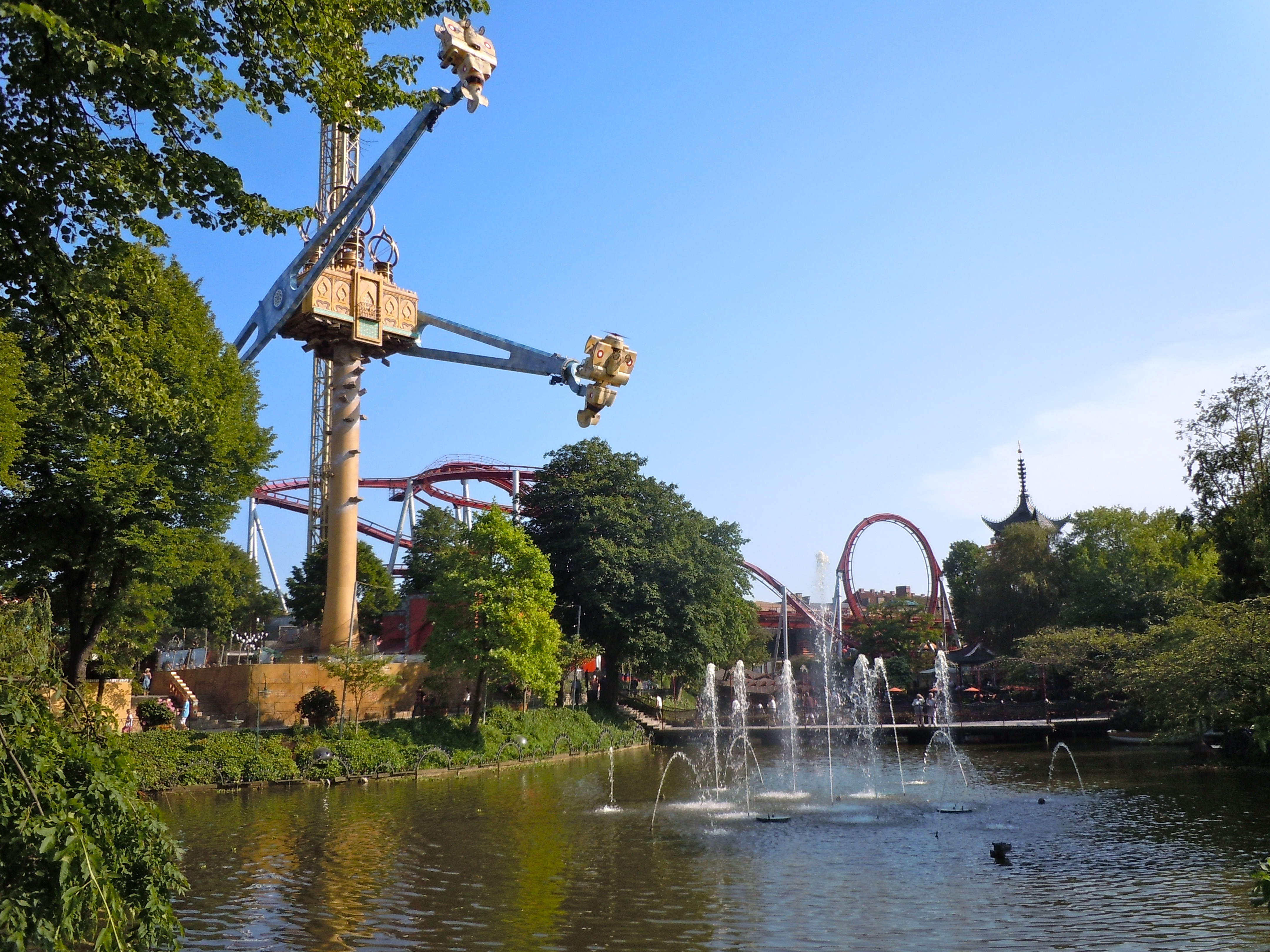
De attracties Vertigo en Dæmonen.

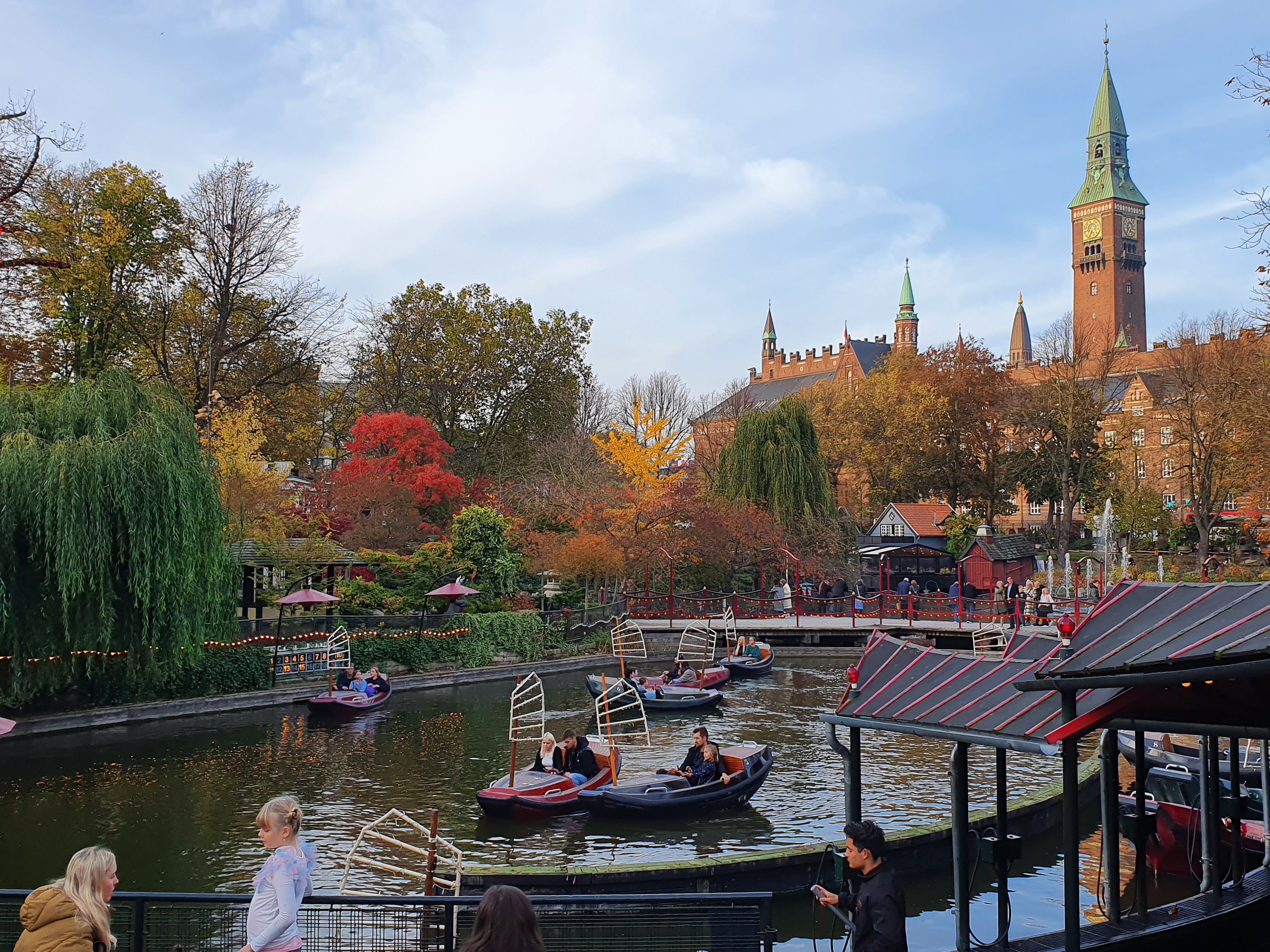
Een attractie met bootjes. Op de achtergrond is het Rådhuset te zien.

Voor entree tot het park dient een kaartje gekocht te worden. Voor entree tot attracties dienen er losse kaartjes of dagkaarten gekocht te worden. In het laatste geval krijgt de bezoeker een papieren armbandje.
Tivoli Gardens is het meest bezochte attractiepark in Denemarken en stond in 2022 op de vijfde plaats in Europa. In dat jaar bezochten 3.864.000 mensen het park. In 2019, het laatst jaar voor de coronapandemie , waren er 4,6 miljoen bezoekers.
Behalve attracties zijn er meerdere eetgelegenheden, speeltuintjes, grasvelden en live entertainment. In de zomermaanden staat er een podium in het park waar concerten gegeven worden. 's Avonds wordt het park verlicht met 115.000 spaarlampen. 

### Attracties
Enkele grote attracties in Tivoli Gardens zijn:
- Aquila
- Den flyvende Kuffert
- Dæmonen
- Himmelskibet
- Karavanen
- Minen
- Odinexpressen
- Rutschebanen
- Vertigo

## Trivia
- In het Suske en Wiske avontuur De lieve Lilleham bezoeken Wiske en Lilleham het pretpark.